# 宋賀德
宋賀德（英語：Harry E. T. Thayer，1927年9月10日—2017年1月21日），美國外交官，1980年至1985年間擔任美國駐新加坡大使。

## 早年生活和教育
宋賀德出生在麻薩諸塞州波士頓。
從1945年至1946年，他在美國海軍服役。1951年畢業於耶魯大學。
他的兒子納特·塞耶是一名記者。1997年，採訪紅色高棉領導人波布後獲得了認可。

## 職業生涯
宋賀德從1952年至1954年在新聞周刊工作，隨後在費城公報工作了兩年。
他於1956年進入美國國務院工作，直到1971年在香港、台北和中國工作。1971年至1975年，他擔任美國常駐聯合國代表團成員，然後再次返回中國，直到1980年，他被任命為美國駐新加坡大使，接替辭職的理查德·F·奈普。1984年，他被任命為美國在台協會台北辦事處長。